# A villamos energia mérése
1883-ban megszületett a Mechwart–Zipernowsky-féle gőzgép (generátor), majd szintén a Ganz gyárban a Zipernowsky-Déri–Bláthy világszabadalma, a transzformátoron alapuló villamosenergia elosztási rendszer. Megvalósulhatott a központi villanytelepek építése, a városok áramellátása, az ipari üzemek energiaigényének kielégítése. A termelés és fogyasztás elkülönülése szükségszerűvé tette a felhasznált villamos energia mérését.

## Előzmények
A villamos energia mérését 1889-től Bláthy világhírű találmánya tette lehetővé. 1885-ból származik Bláthy váltakozó áramú wattmérője. Ennek későbbi, 1910-es változata a Kellner József-féle wattméter volt, amely a mágneses, és a dielektromos veszteségeket is pontosan mutatta. A Ganz gyár egyre több váltakozó áramú motort szállított üzletfeleinek, így egyre jobban nőtt az igény a felhasznált energia mérésére. Bláthy kísérletbe kezdett, hogy az eddig használt fogyasztásmérők hibáit kiküszöbölje.
A wattórák mérésére az Elihu Thomson dinamometrikus számlálója szolgált. Az 1888. évi párizsi kiállításon mutatták be, de bizonytalanul mért. A mérési pontatlanság viszont jelentős pénzveszteséget okozott az áramszolgáltatóknak. Egyébként is a Thomson-mérő használata feltételezte, hogy a feszültségi körben folyó áram a feszültséggel arányos, és azonos fázisú.
A feladat tehát adott volt: olyan számláló szerkesztése, amelyiknek fordulatszáma követi a mindenkori terhelést (azaz a fékezőnyomaték függjön a fordulatszámtól), mert a fordulatszám arányos a fogyasztott munkával. Minőségileg pedig meg kellett oldani, hogy a számláló a névleges terhelés 0,5-1%-ánál biztosan induljon, és terhelés nélkül, még 120%-os feszültségnél se járjon üresen. (hiszen P=U*I*cosφ, és ha I=0, akkor P=0!)
Bláthy 1889 márciusában kiadta a gyártási utasításokat és 1889 végére a Ganz-gyár forgalmazta a világon az első, indukciós elven működő váltakozó áramú fogyasztásmérőket.
Az első darabok súlya 20–25 kg között mozgott, a forgatónyomaték 100 cmgr, saját fogyasztás 17 W, fordulatszám 240 ford/perc volt. Ezt később csökkentette Bláthy: forgatónyomaték 35 cmgr, fogyasztás 6-7W, fordulatszám 100 ford/perc, a forgórész vörösréz tárcsából készült. A forgórész súlya a Thomson számlálókkal összehasonlítva, annak csupán tizede volt.
Bláthy mintegy 77 szabadalma közül 27 a számlálógyártással kapcsolatos.

## Működése
A készülék hajtóelemét a Ferraris tárcsa képezte. Bláthy jól választotta meg az áram és a feszültség mágneses tere között a 90°-os fáziseltolást. A számláló így a tiszta wattórákat mutatta a terhelés fáziseltolásától függetlenül. A későbbiekben ez lett minden számláló alapelve. A Bláthy féle indukciós számláló, bár számlálólapja a korabeli szokások szerint amperórákra volt osztva, mégis mutatta a wattfogyasztást a 90°-os fáziseltolás révén. Bláthy ugyanis mágneses mellékzárral vezette át az (így nem teljes) áramkör fluxusát a forgórészen. Ez korszerű megoldásnak számított, mert a konkurencia ezt párhuzamosan kötött ohmikus és soros kötésű induktív ellenállásokkal tudta megoldani.

### Továbbfejlesztése
A fejlesztés újabb sikereként 2 évi munka után megjelent az „N” típusú fogyasztásmérő egyenáramra. Az olcsó, 3 kg súlyú mérő kiállta a versenyt a hasonló 6–7 kg súlyú külföldi mérőkkel szemben. A Ganz gyár eközben lemaradt a váltakozó áramú mérők fejlesztésében. Déri Lajos és Bláthy ekkor ismét munkához láttak. Az új típus 1913 nyarára készült el. Bláthy, még egy kézzel összeállított prototípussal azonnal elutazott Rómába, s az Anglo-Romanának bemutatta az új mérőt. Néhány napi vizsgálat után egy levelet írt haza, melyhez egy 5000 darabos megrendelés volt mellékelve!
A második világháború után a Ganz gyár államosításra került. A Ganz Árammérőgyár N. V. 1948. november 1.-el kivált a Ganz és Társa-Danubius Villamossági-, Gép-, Waggon- és Hajógyár Rt.-ből. Az ÁMGY Gödöllőre költözött.
A háború miatt elmaradt fejlesztést Vecsei Géza, és Mondl Ferenc vette át. Az eredményes fejlesztésért 1955-ben Kossuth-díjban részesültek. Az új konstrukciókat már tipizált alkatrészekből, nagyüzemi módon állították elő.